# 2008–2009-es svájci labdarúgó-bajnokság (első osztály)
A 2008–2009-es Axpo Super League a svájci labdarúgás első osztályának 112. kiírása. A címvédő az FC Basel.
A bajnokság első mérkőzése a Young Boys–FC Basel volt 2008. július 18-án, melyet a címvédő nyert 2–1-re. Az utolsó fordulót 2009. május 30-án rendezték meg.
A bajnok az FC Zürich csapata lett, megelőzve a fővárosi BSC Young Boyst és a címvédő FC Baselt.

## Tabella
| #   | Csapat          | M  | GY | D  | V  | G+ – G– | GK  | P  | Megjegyzések                                   |
| --- | --------------- | -- | -- | -- | -- | ------- | --- | -- | ---------------------------------------------- |
| 1.  | FC Zürich (B)   | 36 | 24 | 7  | 5  | 80–36   | +44 | 79 | 2009–2010-es Bajnokok Ligája – 3. selejtezőkör |
| 2.  | Young Boys      | 36 | 22 | 7  | 7  | 85–46   | +39 | 73 | 2009–2010-es Európa-liga – 3. selejtezőkör     |
| 3.  | FC Basel CV     | 36 | 22 | 6  | 8  | 72–44   | +28 | 72 | 2009–2010-es Európa-liga – 2. selejtezőkör     |
| 4.  | Grasshoppers    | 36 | 12 | 14 | 10 | 57–48   | +9  | 50 |                                                |
| 5.  | FC Aarau        | 36 | 11 | 11 | 14 | 35–51   | −16 | 44 |                                                |
| 6.  | AC Bellinzona   | 36 | 11 | 10 | 15 | 44–51   | −7  | 43 |                                                |
| 7.  | Neuchâtel Xamax | 36 | 10 | 10 | 16 | 50–57   | −7  | 40 |                                                |
| 8.  | FC Sion K       | 36 | 9  | 10 | 17 | 44–60   | −16 | 37 | 2009–2010-es Európa-liga – Rájátszás           |
| 9.  | FC Luzern       | 36 | 9  | 8  | 19 | 45–62   | −17 | 35 | Selejtező a bennmaradásért                     |
| 10. | FC Vaduz Ú (K)  | 36 | 5  | 7  | 24 | 28–85   | −57 | 22 | Challenge League 2009–10                       |

Forrás: axposuperleague.ch (németül) 
A rangsorolás alapszabályai: 1. összpontszám, 2. egymás elleni eredmények összpontszáma, 3. gólkülönbség, 4. szerzett gólok száma.
Európai kvalifikációk:

a) Bajnokok Ligája: A bajnokság első helyezettje a 2009–10-es Bajnokok Ligája harmadik selejtezőkörébe kerül.

b) Európa-liga: A bajnokság második helyezettje a 2009–10-es Európa-liga harmadik, a harmadik helyezett pedig a második  selejtezőkörében indulhat. Az Svájci Kupa győztese a kieséses szakaszban csatlakozik a sorozathoz. Ha a kupagyőztes a bajnokságban harmadik vagy jobb helyen végez, akkor a negyedik helyezett csapat is indulhat mellette.
(B): Bajnokcsapat, (K): Kieső csapat, (F): Feljutó csapat, (I): Kupainduló, (R): A rájátszás győztese, (KGY): Kupagyőztes

## Eredmények

### Őszi szezon
| Hazai/Vendég    | AAR | BAS | BEL | GCZ | LUZ | NX  | SIO | VAD | YB  | ZÜR |
| --------------- | --- | --- | --- | --- | --- | --- | --- | --- | --- | --- |
| Aarau           |     | 0–2 | 0–1 | 1–0 | 1–0 | 2–1 | 3–1 | 4–0 | 1–1 | 2–1 |
| Basel           | 3–1 |     | 2–0 | 1–0 | 2–0 | 4–3 | 3–0 | 4–0 | 1–2 | 1–1 |
| Bellinzona      | 1–1 | 2–3 |     | 1–1 | 2–2 | 1–2 | 2–1 | 1–0 | 1–2 | 0–3 |
| Grasshoppers    | 0–0 | 1–1 | 3–1 |     | 4–2 | 1–0 | 3–1 | 3–0 | 0–1 | 2–2 |
| Luzern          | 3–0 | 5–1 | 1–0 | 0–3 |     | 0–1 | 1–1 | 1–2 | 0–3 | 0–3 |
| Neuchâtel Xamax | 0–0 | 2–0 | 3–3 | 1–1 | 1–0 |     | 3–3 | 2–2 | 2–3 | 1–2 |
| Sion            | 1–1 | 2–0 | 0–2 | 0–0 | 1–1 | 0–0 |     | 3–1 | 2–1 | 1–3 |
| Vaduz           | 0–2 | 0–2 | 0–0 | 1–1 | 1–0 | 1–0 | 1–2 |     | 0–0 | 1–7 |
| Young Boys      | 3–3 | 1–2 | 3–0 | 1–3 | 6–1 | 2–1 | 5–0 | 0–0 |     | 2–2 |
| Zürich          | 4–0 | 1–4 | 3–0 | 2–1 | 1–0 | 3–0 | 1–0 | 1–0 | 2–1 |     |

A hazai csapat a bal oszlopban, a vendég csapat a felső sorban van.
Színek: Kék: a hazai csapat győzött; Fehér: döntetlen; Piros: a vendég csapat győzött

### Tavaszi szezon
| Hazai/Vendég    | AAR | BAS | BEL | GCZ | LUZ | NX  | SIO | VAD | YB  | ZÜR |
| --------------- | --- | --- | --- | --- | --- | --- | --- | --- | --- | --- |
| Aarau           |     | 3–1 | 0–0 | 0–3 | 0–0 | 0–0 | 1–0 | 2–0 | 0–1 | 0–3 |
| Basel           | 3–1 |     | 1–1 | 0–0 | 2–0 | 3–0 | 2–2 | 5–0 | 0–3 | 2–1 |
| Bellinzona      | 1–2 | 1–1 |     | 6–2 | 2–0 | 2–0 | 1–0 | 3–1 | 2–1 | 0–1 |
| Grasshoppers    | 1–1 | 4–1 | 1–3 |     | 1–0 | 1–1 | 0–2 | 2–0 | 3–3 | 2–2 |
| Luzern          | 4–0 | 1–2 | 4–2 | 1–1 |     | 2–1 | 1–0 | 3–1 | 2–3 | 1–3 |
| Neuchâtel Xamax | 3–1 | 2–3 | 1–0 | 4–1 | 3–3 |     | 3–2 | 3–1 | 2–3 | 0–1 |
| Sion            | 2–0 | 0–4 | 2–2 | 1–4 | 1–1 | 1–0 |     | 2–1 | 2–3 | 0–1 |
| Vaduz           | 1–1 | 0–1 | 1–0 | 2–2 | 1–2 | 2–4 | 1–5 |     | 3–1 | 3–5 |
| Young Boys      | 4–0 | 3–2 | 3–0 | 3–1 | 5–2 | 0–0 | 2–1 | 6–0 |     | 4–2 |
| Zürich          | 2–1 | 1–3 | 0–0 | 2–1 | 1–1 | 3–0 | 2–2 | 5–0 | 3–0 |     |

A hazai csapat a bal oszlopban, a vendég csapat a felső sorban van.
Színek: Kék: a hazai csapat győzött; Fehér: döntetlen; Piros: a vendég csapat győzött

## Góllövőlista
| #  | Név                     | Klub            | Gólok |
| -- | ----------------------- | --------------- | ----- |
| 1  | Seydou Doumbia          | Young Boys      | 20    |
| 2  | Almen Abdi              | FC Zürich       | 19    |
| 3  | Eric Hassli             | FC Zürich       | 17    |
| 4  | Alexandre Alphonse      | FC Zürich       | 13    |
| 4  | Joetex Asamoah Frimpong | FC Luzern       | 13    |
| 6  | Scott Chipperfield      | FC Basel        | 12    |
| 7  | Mauro Lustrinelli       | AC Bellinzona   | 11    |
| 7  | Olivier Monterrubio     | FC Sion         | 11    |
| 7  | João Paiva              | FC Luzern       | 11    |
| 10 | Ideye Aide Brown        | Neuchâtel Xamax | 10    |
| 10 | Benjamin Huggel         | FC Basel        | 10    |
| 10 | Mario Raimondi          | Young Boys      | 10    |

## Stadionok
| Csapat                  | Város      | Stadion               | Befogadás |
| ----------------------- | ---------- | --------------------- | --------- |
| FC Basel                | Bázel      | St. Jakob-Park        | 42 500 fő |
| BSC Young Boys          | Bern       | Stade de Suisse       | 31 783 fő |
| Grasshopper-Club Zürich | Zürich     | Letzigrund            | 23 605 fő |
| FC Zürich               | Zürich     | Letzigrund            | 23 605 fő |
| FC Sion                 | Sion       | Stade de Tourbillon   | 16 500 fő |
| FC Luzern               | Luzern     | Stadion Gersag        | 13 000 fő |
| Neuchâtel Xamax FC      | Neuchâtel  | Stade de la Maladière | 12 000 fő |
| FC Aarau                | Aarau      | Stadion Brügglifeld   | 9 249 fő  |
| AC Bellinzona           | Bellinzona | Stadio Communale      | 8 740 fő  |
| FC Vaduz                | Vaduz      | Rheinpark Stadion     | 6 127 fő  |